# Killdozer (roman)
Pour les articles homonymes, voir Killdozer.
Killdozer (titre original : Killdozer!) est un roman court de science-fiction de l'écrivain américain Theodore Sturgeon paru initialement en 1944 dans le magazine américain Astounding Stories.
Il ne fut traduit en français qu'en 1971 par Georges H. Gallet et paru aux éditions J'ai lu dans un livre contenant également un autre roman court de l'auteur, Le Viol cosmique (The Cosmic Rape).
Killdozer a obtenu le prix Hugo du meilleur roman court 1945 (attribué rétrospectivement en 2020).